# La Maison dans la forêt (conte)
La Maison dans la forêt (en allemand : Das Waldhaus) est un conte de Grimm (KHM 169). Il a donné son nom au conte-type AT 431 (« The House in the Forest ») de la classification Aarne-Thompson. Andrew Lang en a inclus une traduction anglaise, intitulée The House in the Wood, dans son recueil The Pink Fairy Book (1897).

## Résumé
Un bûcheron vit avec sa femme et ses trois filles à la lisière d'une forêt. Il demande successivement à chacune de ses filles de lui apporter son déjeuner dans la forêt, sur son lieu de travail, et marque dans ce but son chemin avec des graines. Mais les oiseaux mangent les graines et les filles s'égarent l'une après l'autre.
Chacune des trois filles à son tour parvient jusqu'à une maison dans la forêt, où habitent un vieil homme et ses bêtes : un coq, une poule et une vache. Elle demande l'hospitalité et le vieux consulte ses animaux, qui lui répondent simplement : Duks, ce qu'il interprète comme un accord de leur part. À la demande du vieux, la jeune fille prépare le dîner, mais les deux premières ne pensent pas aux animaux. Lorsqu'elles montent se coucher, le vieux les fait tomber par une trappe dans la cave.
La troisième fille a bon cœur : avant de manger, elle s'occupe de nourrir les bêtes. Elle monte se coucher et le vieillard s'endort près d'elle. Au cours de la nuit, elle entend un grand vacarme, mais finalement il ne lui arrive rien de mal. À son réveil, elle se retrouve dans un palais magnifique ; le vieillard, qui était un prince ensorcelé (les animaux étaient ses serviteurs), a repris sa forme première grâce à la bonne action de la jeune fille. Il l'épouse et invite ses parents au mariage. Quant aux deux mauvaises sœurs, elles sont condamnées à travailler chez un charbonnier jusqu'à ce qu'elles soient devenues meilleures.

## Commentaires et analogies
Ce conte a été transmis aux frères Grimm par Karl Goedeke, qui l'avait noté en 1838 près d'Alfeld d'après un récit oral. Une source littéraire figure dans un recueil anonyme de 1801, Feen-Märchen (« Contes de fées », premier texte). Les Grimm décrivent le présent conte comme une vieille « légende animale » (Thiersage), dans laquelle « les animaux sont considérés et soignés comme des membres de la famille » ; ils considèrent que le motif des êtres humains métamorphosés ne s'y est ajouté que plus tard et font le lien avec le conte intitulé Dame Holle, dans lequel également une jeune fille quitte ses parents et entre au service d'un personnage surnaturel. Le conte présente aussi des analogies avec la légende pour enfants de Saint Joseph dans la forêt (de) (KHM 201, ou KL 1).
Stith Thompson note dans The Folktale que ce conte jouit d'une certaine popularité, et comporte divers motifs que l'on retrouve dans des contes plus connus : ainsi des graines mangées par les oiseaux (Hänsel et Gretel). Il indique toutefois que seules neuf versions du conte ont été notées, et qu'elles semblent toutes dériver de la version des Grimm.
Hans-Jörg Uther indique que ce conte se combine parfois avec les contes-types ATU 480 (La Bonne et la mauvaise fille, précédemment Les Fileuses auprès de la source. La Bonne et la mauvaise fille) et ATU 510A (Cendrillon). Il signale que dans certaines variantes, une jeune fille, maltraitée par sa marâtre, parvient à la maison dans la forêt en suivant une boule de pain qui roule toute seule. Le vieil homme est parfois un homme-animal, ou un esprit de la forêt. Les animaux conseillent à l'héroïne de dormir avec le vieillard, ce qui met fin à l'enchantement.
Delarue et Tenèze mentionnent brièvement ce conte-type, signalant que leur version nivernaise (La Maison du bois, de Millien-Delarue), reproduit quasi exactement la version des Grimm. Ils indiquent aussi deux versions québécoises.
Dans ce conte, les dialogues entre êtres humains et animaux se présentent sous la forme de courts passages rimés :
(Les bêtes aux deux premières jeunes filles) :
| „Du hast mit ihm gegessen, Du hast mit ihm getrunken, Du hast an uns gar nicht gedacht, Nun sieh auch, wo du bleibst die Nacht.“ | Tu as mangé avec lui, Tu as bu avec lui, Tu n'as même pas pensé à nous, Eh bien, débrouille-toi pour passer la nuit. |  |

(Les bêtes à la troisième) :
| „Du hast mit uns gegessen, Du hast mit uns getrunken, Du hast uns alle wohlbedacht, Wir wünschen dir eine gute Nacht.“ | Tu as mangé avec nous, Tu as bu avec nous, Tu as pris bien soin de nous tous, Nous te souhaitons une bonne nuit. |  |